# Àsine
|  | Aquest article tracta sobre la ciutat de l'Argòlida. Si cercau altres ciutats, vegeu Àsine (Messènia) i Àsine (Lacònia). |

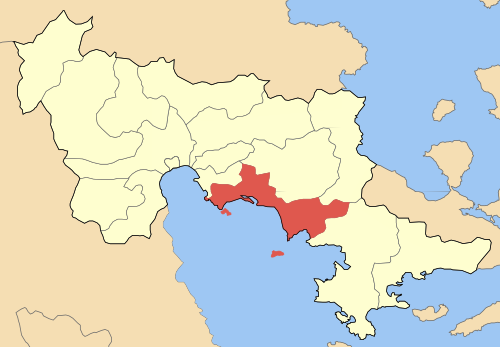

Àsine (en grec antic: Ἀσίνη) fou una població costanera de l'antiga Grècia situada al districte de l'Argòlida, al Peloponnès.
En l'actualitat, es poden veure les restes de la ciutat vora la localitat costanera de Toló, a l'antic municipi d'Àsine (en grec modern Ασίνη, Asini), que, de resultes del programa Cal·lícrates de 2011, forma part del municipi de Nàuplia, del qual és una entitat local. Segons les dades del cens de població de 2001 tenia 6.177 habitants. La capital de l'entitat local i antic municipi, anomenada fins a 1906 Tzafèraga (grec: Τζαφέραγα), també rep el nom d'Àsine o Asini.

## Història

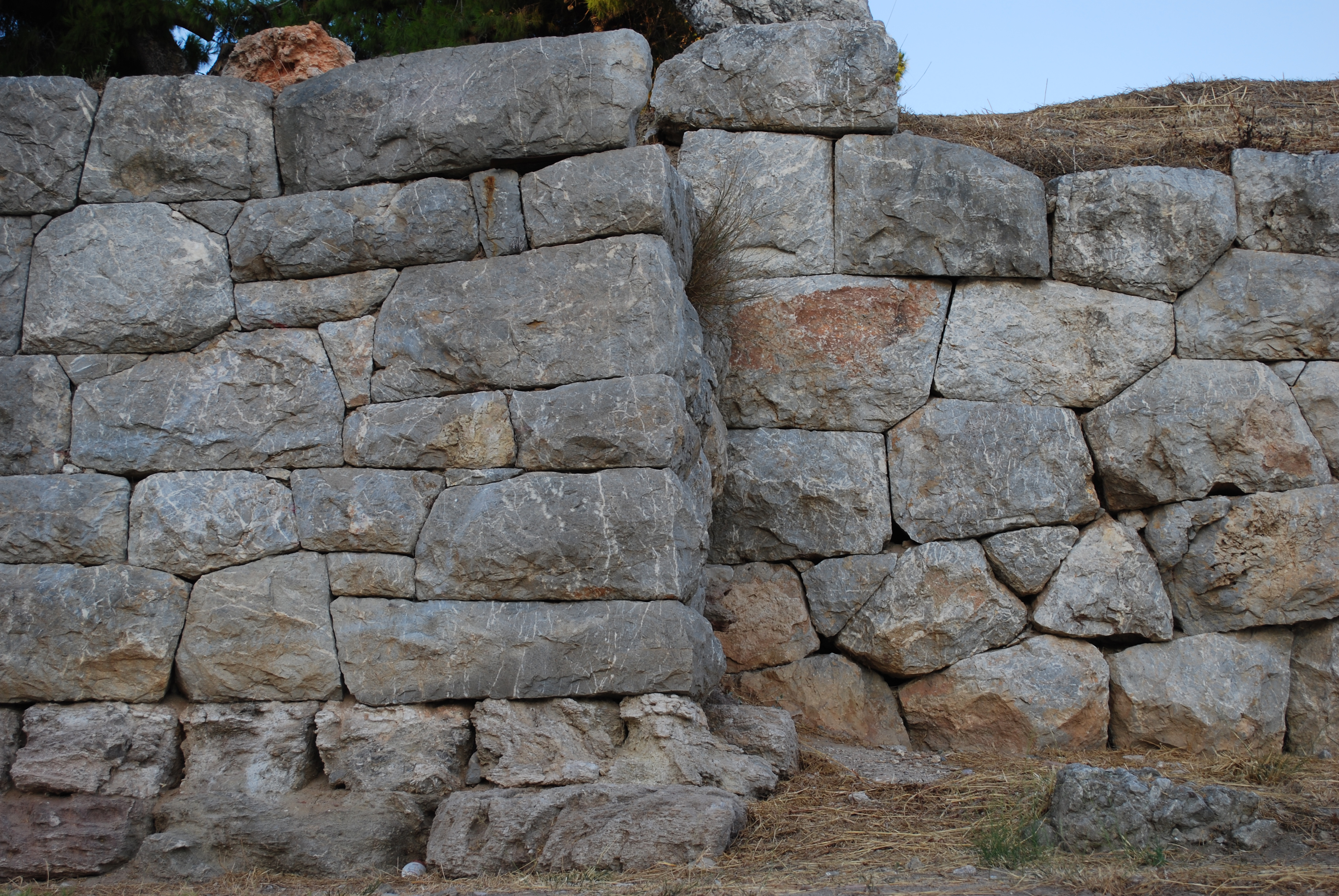
Ruïnes d'Àsine

Àsine apareix esmentada en el Catàleg de les naus de la Ilíada com una de les poblacions d'origen del contingent liderat per Diomedes, rei d'Argos. Segons el mite, originàriament fou una ciutat dels dríops.
A la dècada del 740 aC, els argius i el seu rei Erat emprengueren una expedició contra Àsine, n'establiren el setge i, després d'una curta resistència dels assetjats, varen destruir la ciutat fins als seus fonaments, atès que els seus habitants havien ajudat els espartans, comanats pel seu rei Nicandre, en la seva guerra contra Argos, després de devastar el seu territori. Després de la destrucció, els argius s'annexionaren el territori d'Àsine, i els seus pobladors l'abandonaren i s'establiren a la ciutat d'Àsine a Messènia, en la terra que els concediren els espartans; la ciutat fou reduïda a la categoria de vila o llogaret (κώμη).

## Arqueologia
L'arqueologia ha confirmat que va estar habitada des de l'Hel·làdic antic (mil·lenni III aC) fins al final del període geomètric (900 aC). En època històrica fou abandonada, però tornà a ser un lloc habitat en el període hel·lenístic. La seva localització fou descoberta pels arqueòlegs suecs Otto Frödin i Axel W. Persson, a la costa, prop de l'actual Toló. Les excavacions arqueològiques dutes a terme de 1922, amb la participació del llavors príncep hereu Gustau Adolf de Suècia, han tret a la llum l'acròpolis envoltada de murs ciclopis i una necròpolis micènica. Les excavacions han continuat de la dècada de 1920 ençà gairebé ininterrompudament per part de l'Institut Suec d'Atenes. L'enclavament fou utilitzat per darrera vegada com a posició fortificada per les tropes italianes durant la Segona Guerra Mundial.